# The Rapture
Pour l'album de Siouxsie and the Banshees, voir The Rapture.
The Rapture est un groupe de rock américain, originaire de New York. Le groupe joue un mélange de plusieurs influences post-punk, dance-punk, new wave, acid house, disco, electro et rock 'n' roll. Le groupe est formé en 1998 et séparé en 2014.

## Biographie

### Débuts (1998–2005)
The Rapture est formé en 1998 à San Diego autour du batteur Vito Roccoforte et du chanteur et guitariste Luke Jenner. Après de multiples concerts, le groupe publie un mini-album intitulé Mirrors en 1999. Le bassiste Matt Safer rejoint le groupe en 2001, année ou sort un EP de six chansons, Out of the Races and Onto the Tracks, sur le label Sub Pop. En juillet de la même année, Gabe Andruzzi qui est un cousin de Luke rejoint le groupe en tant que multi-instrumentiste. S'ensuit le succès avec le single House Of jealous Lovers publié en 2003 chez DFA Records.

### Pieces of the People We Love(2006–2011)
The Rapture publie son deuxième album, Pieces of the People We Love, chez Universal Motown Records en septembre 2006 après la fermeture de Strummer. Paul Epworth, Ewan Pearson et Danger Mouse produisent l'album. The Rapture tournera plus tard avec les Daft Punk pendant leur tournée américaine en 2007. Lors d'une entretien avec Dave Owen d'Access All Areas et I Can't Breathe Media, Luke Jenner explique que Justin Timberlake a originellement chanté sur le morceau No Sex For Ben.
En 2008, Luke Jenner quitte le groupe à la veille de la mort de sa mère et de la naissance de son fils. Quelques mois plus tard, il revient au sein du groupe. Le 14 juillet 2009, The Rapture annonce sur son site web officiel le départ en bons termes du bassiste Mattie Safer.

### Dernier album et séparation (2011–2014)
Le 6 septembre 2011, le groupe sort In the Grace of Your Love, produit par le français Philippe Zdar du groupe Cassius, et publié au label DFA Records. The Rapture a enregistré l'album à Brooklyn et Paris.
Le groupe se sépare en 2014. Cette information est à l'origine relayée par la Red Bull Music Academy ; l'annonce présente Jenner comme « ex-The Rapture ». Jonathan Galkin, manager de DFA records, ne confirmera pas la séparation du groupe.

### Retour des rapture (2019)
En février 2019, Luke Jenner, le frontman du groupe, annonce qu'après cette très longue pause, le groupe se reforme. La reformation du groupe est concrétisée par deux concerts en 2019 aux États-Unis.

## Apparitions
En 2002, le titre Out of the Races and Onto the Tracks est présent sur la BO du film Les Lois de l'attraction de Roger Avary, adaptation du roman de Bret Easton Ellis. En 2007, la chanson Echoes est présente sur la BO du film SuperGrave. En 2008, The Rapture signe pour l'utilisation de No Sex for Ben dans le jeu vidéo Grand Theft Auto IV. La chanson figure aussi sur la bande originale officielle du jeu. En 2009, la chanson Echoes illustre le générique de la série anglaise Misfits diffusée sur Channel 4.
En 2012, la chanson How Deep is Your Love? apparaît à la fin de l'épisode 3 de la saison 6 de Skins. En 2014, la chanson Pieces of the People We Love est utilisée dans le générique de l'épisode 3 du jeu vidéo Tales from the Borderlands. En 2015, la chanson In the Grace of Your Love apparaît dans le film La Belle Saison de Catherine Corsini avec, entre autres, Cécile de France, Izïa Higelin et Noémie Lvovsky. En 2016, la chanson In the Grace of Your Love apparaît dans le film Baden Baden de Rachel Lang.
En 2019, la chanson How Deep Is Your Love apparaît à la fin du film Chambre 212, réalisé par Christophe Honoré.

## Membres
- Luke Jenner - chant, guitare
- Vito Roccoforte - percussions
- Gabriel Andruzzi - percussions, synthétiseur, saxophone